# Orgue de la chapelle royale du château de Versailles
 (janvier 2024).
La mise en forme du texte ne suit pas les recommandations de Wikipédia : il faut le « wikifier ».
Les points d'amélioration suivants sont les cas les plus fréquents. Le détail des points à revoir est peut-être précisé sur la page de discussion.
- Les titres sont pré-formatés par le logiciel. Ils ne sont ni en capitales, ni en gras.
- Le texte ne doit pas être écrit en capitales (les noms de famille non plus), ni en gras, ni en italique, ni en « petit »…
- Le gras n'est utilisé que pour surligner le titre de l'article dans l'introduction, une seule fois.
- L'italique est rarement utilisé : mots en langue étrangère, titres d'œuvres, noms de bateaux, etc.
- Les citations ne sont pas en italique mais en corps de texte normal. Elles sont entourées par des guillemets français : « et ».
- Les listes à puces sont à éviter, des paragraphes rédigés étant largement préférés. Les tableaux sont à réserver à la présentation de données structurées (résultats, etc.).
- Les appels de note de bas de page (petits chiffres en exposant, introduits par l'outil «  Source ») sont à placer entre la fin de phrase et le point final[comme ça].
- Les liens internes (vers d'autres articles de Wikipédia) sont à choisir avec parcimonie. Créez des liens vers des articles approfondissant le sujet. Les termes génériques sans rapport avec le sujet sont à éviter, ainsi que les répétitions de liens vers un même terme.
- Les liens externes sont à placer uniquement dans une section « Liens externes », à la fin de l'article. Ces liens sont à choisir avec parcimonie suivant les règles définies. Si un lien sert de source à l'article, son insertion dans le texte est à faire par les notes de bas de page.
- La présentation des références doit suivre les conventions bibliographiques. Il est recommandé d'utiliser les modèles {{Ouvrage}}, {{Chapitre}}, {{Article}}, {{Lien web}} et/ou {{Bibliographie}}. Le mode d'édition visuel peut mettre en forme automatiquement les références.
- Insérer une infobox (cadre d'informations à droite) n'est pas obligatoire pour parachever la mise en page.

Pour une aide détaillée, merci de consulter Aide:Wikification.
Si vous pensez que ces points ont été résolus, vous pouvez retirer ce bandeau et améliorer la mise en forme d'un autre article.
La chapelle royale du château de Versailles dispose d'un orgue.
Le buffet de l'orgue actuellement visible date de 1711 mais la partie instrumentale date de 1995, à la suite d'une reconstruction néo-classique de l'instrument par les facteurs d'orgues Jean-Loup Boisseau et Bertrand Cattiaux.

## Historique de l'orgue

### L'orgue initial de la chapelle de 1711
Le 10 août 1679, Louis XIV commande à Étienne Énocq (ou Hénocq) un orgue à deux corps séparés (Grand-Orgue et Positif de dos). L'instrument, bien que construit en atelier, ne fut jamais installé.
En 1708, les plans définitifs de la chapelle contraignent les facteurs Robert Clicquot, successeur et beau-frère d'Énocq, et Julien Tribuot à tout recommencer, l'architecte Robert de Cotte ayant prévu un buffet en un seul corps. Clicquot et Tribuot reprennent alors la composition de base, mais ne peuvent, faute de place, y envisager les quatre jeux « de transport » initialement prévus. Il est toutefois difficile de déterminer quels éléments de l’orgue d’Énocqs furent réutilisés.
L'instrument est un grand huit pieds, avec Bourdon de 16', dans la plus pure tradition française. Il est achevé le 15 avril 1711. Clicquot en reçoit 11 120 livres et Tribuot 6 080 livres. Il comprend trente jeux répartis sur quatre claviers (Grand-Orgue et Positif de quarante-huit notes, sans premier do #, Récit de vingt cinq notes et Écho de trente-deux notes) et pédalier (de trente notes).

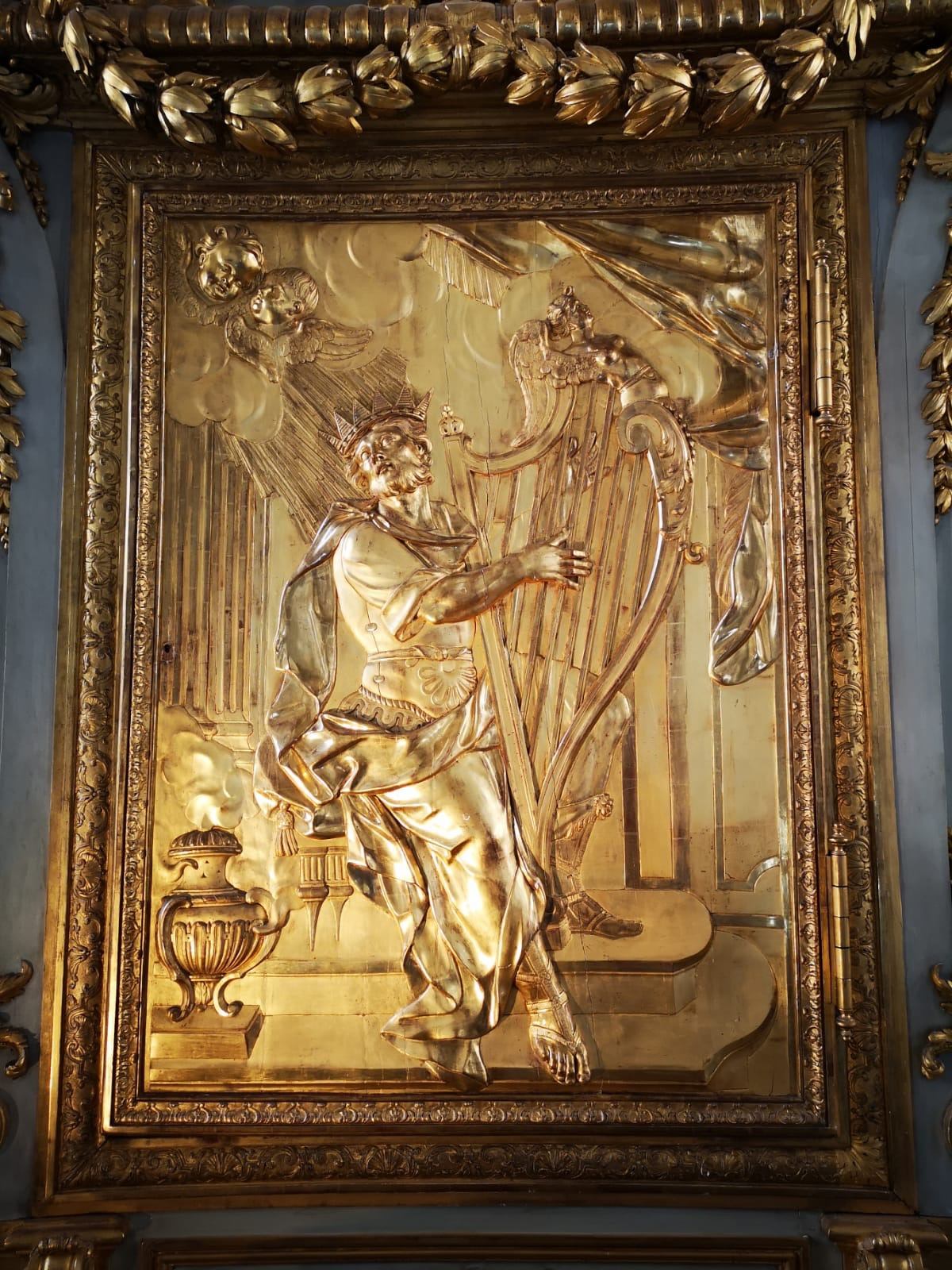
Bas-relief représentant le Roi David jouant de la harpe.

Le buffet, de couleur blanche et or, conçu par Robert de Cotte en 1710 d'après des esquisses de Philippe Bertrand datant de 1708, est sculpté par une équipe de sculpteurs ornemanistes : Martin Belan, Robert de Lalande, André Legoupil et Pierre Taupin, tous placés sous la direction de Jules Degoullons. Le Buffet prolonge le retable du maître autel et assure un lien avec la « Résurrection du Christ » peinte à la voûte par Charles de La Fosse. Sur les angles figurent deux motifs de palmiers aux chérubins joufflus autour d'un bas-relief représentant le « Roi David jouant de la harpe ».
L'orgue prend place au-dessus du maître autel, face à la tribune royale, sur la grande galerie de marbre faisant le tour de la chapelle, de plain-pied avec les grands appartements, au prix de l’occultation de la fenêtre axiale, suivant l'idée formulée de Le Bernin pour la chapelle du Louvre. Cet emplacement imposait la forme ramassée et élevée du buffet unique, sans Positif de dos, forme inhabituelle pour cette époque.

L'orgue est inauguré en même temps que la chapelle par François Couperin.

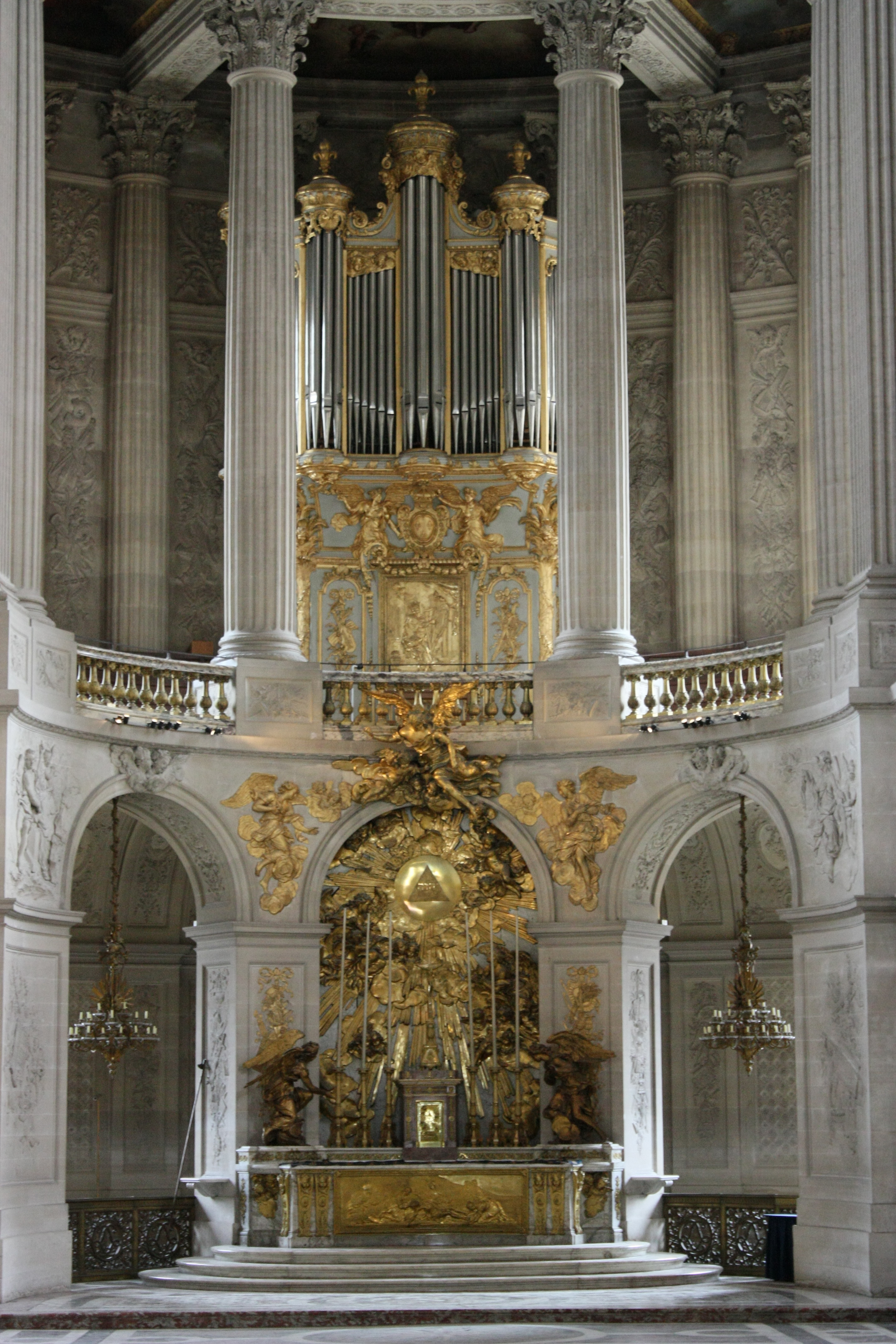
Vue d'ensemble de l'orgue et du maître autel.

L'orgue souffre beaucoup au cours de son histoire. Du fait même de son emplacement, il doit être relevé à plusieurs reprises au cours du XVIIIe siècle. En 1736, Louis-Alexandre Clicquot refait les sommiers du Grand-Orgue et de la Pédale, ajoute un troisième jeu à la Pédale et, sans doute, la Grande Tierce 3 1/5'. Les claviers comportent cinquante notes, sans premier ut#. En 1762-1763, François-Henri Clicquot relève l'instrument, restaure les sommiers dégradés par l’humidité, supprime le Bourdon 16' du Grand-Orgue (dont il se sert des basses pour faire une Montre 16'), remplace la Trompette du Récit par un Hautbois, supprime le Larigot du Positif et y ajoute une Trompette, et remplace le Cornet de l'Écho par une Flûte et une Trompette.
À la Révolution, l'orgue a failli être vendu, mais sans son buffet. Il est sauvé grâce à l'intervention de Jean-Louis Bêche, un ancien musicien de la chapelle royale, et du facteur Jean-Antoine Somer (fils de Nicolas Somer, à qui l’on doit l’orgue du Dauphin). Divers documents de l’époque semblent indiquer une modification de la disposition et un nombre de jeux moins important dans l’orgue à la fin du XVIIIe siècle. Il ne serait alors resté que vingt-neuf jeux dont trois à la Pédale.

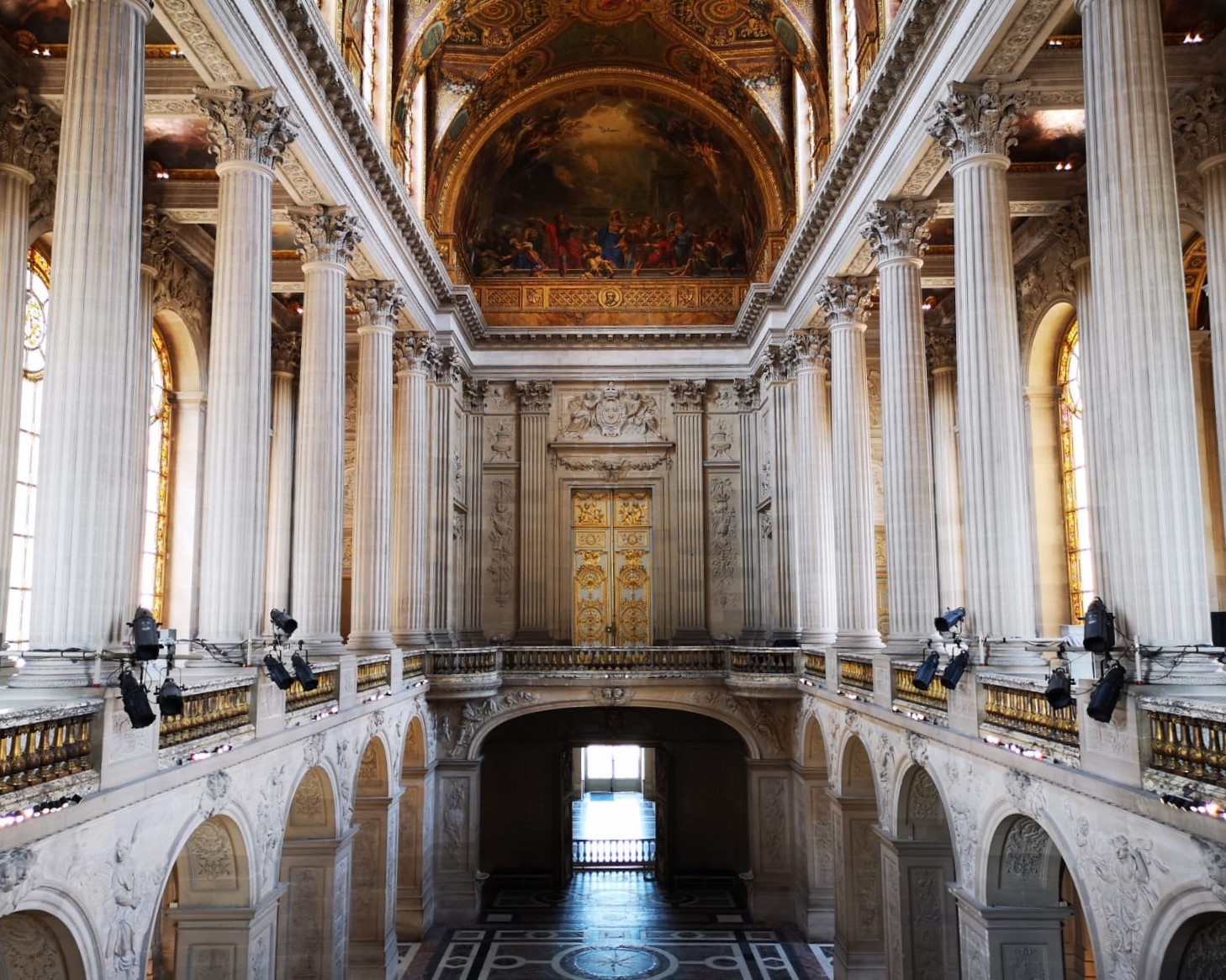
Vue de la tribune royale depuis l'orgue.

Pierre-François Dallery et Louis-Paul Dallery sont chargés de l'entretien de l'orgue durant la première moitié du XIXe siècle. En 1817 Louis-Paul Dallery effectue des réparations et en profite pour reconstituer, en carton, les emblèmes royaux qui avaient été supprimés en 1794. Il refait la façade, très abîmée, avec le métal de refonte, remplace le Plein Jeu du Grand-Orgue par un dessus de Flûte, ajoute une Flûte au Récit à partir des tuyaux récupérés, et reconstruit les tuyaux de la Montre de façade. On ne sait pas grand-chose des cinquante années qui suivirent, sauf que les mutations simples et les mixtures du Grand-Orgue ont été supprimées, d'autres jeux déplacés et de nombreux jeux de flûtes ajoutés. L'orgue est sous la responsabilité de John Abbey.
En 1855, un inventaire mentionne vingt-six jeux répartis sur quatre claviers (Grand-Orgue et Positif de cinquante notes, Récit et Écho trente-quatre notes) et pédalier (de vingt-trois notes).

#### Composition de l'orgue d'Énocq et Clicquot de 1679-1681
| Grand-Orgue (probablement 48 touches) | Positif de dos (probablement 48 touches) | Récit (25 touches, do -do') | Écho (32 touches, fa -dos)                                                           | Pédale (30 touches, avec ravalement du La0) |
| --- | --- | --------------------------- | ------------------------------------------------------------------------------------ | ------------------------------------------- |
| Bourdon 16' Montre 8' Bourdon 8' Prestant 4' Doublette 2' Nasard 2 2/3' Quarte de Nasard 2' Flûte 4' Tierce 1 3/5' Cornet V rangs (25 notes, de Do3-Do5) Fourniture III rgs Cymbale IlI rgs Trompette 8' Voix humaine 8' Jeux transpositeurs : bourdon 8, flûte 4 (1 ton plus bas) | Prestant 4' (qui sera « d'estain fin poly et bruny pour servir de montre ») Bourdon 8' Doublette 2' Nasard 2 2/3' Tierce 1 3/5' Larigot 1 1/3' Fourniture III rgs Cymbale Il rgs Cromorne 8' Flûte 4' Jeux transpositeurs : bourdon 8, flûte 4 (1/2 ton plus bas) | Cornet V rgs Trompette 8'   | 8+4 Quinte 2 2/3' + Quarte de nasard 2' + Tierce 1 3/5' (en ressort) Voix humaine 8' | Flûte 8' Trompette 8'                       |
| Tremblant fort & Tremblant doux | |                             |                                                                                      |                                             |

#### Composition de l'orgue Clicquot de 1711
| Grand Orgue (de Ut à Ré5, 50 touches?) | Positif (de Ut à Ré5, 50 touches?)                                  | Récit           | Écho             | Pédale                      |
| --- | ------------------------------------------------------------------- | --------------- | ---------------- | --------------------------- |
| Montre 16' 8 pieds ouvert Bourdon Prestant Nasard Quarte Tierce Grosse tierce Grond cornet Doublette Fourniture Cymbale Trompette Clairon | 8 pieds Bourdon Prestant Nasard Tierce Doublette Trompette Cromorne | Cornet Hautbois | Flûtes Trompette | Flûte 8' Flûte 4' Trompette |

| I - Positif (50 notes, de Ut1 à Ré5)                                                                             | II - Grand-Orgue (50 notes, de Ut1 à Ré5) | III - Récit (27 notes, de Ut3 à Ré5) | IV - Écho (34 notes, de Fa2 à Ré5) | Pédale (23 notes, de La0 à sol2)                     |
| --- | --- | ------------------------------------ | ---------------------------------- | ---------------------------------------------------- |
| Montre [8]' Bourdon 8' Prestant 4' Doublette 2' Nasard 3' Tierce 1 3/5' Plein jeu V rgs Trompette 8' Cromorne 8' | Montre 16' (incomplète dans les basses, 39 tuyaux) Montre 8' Bourdon 8' (basses bouchées, dessus couvert) 1 flûte 8' 2 flûte 8' Prestant 4' Grand cornet IV rgs Trompette 8' Clairon 4' | Flûte 8' Hautbois 8' Cornet V rgs    | Flûte 8' Trompette 8'              | Flûte 8' (20 notes) Flûte 4' (20 notes) Trompette 8' |

| I - Positif (50 notes, de Ut1 à Ré5) | II - Grand-Orgue (50 notes, de Ut1 à Ré5)                                                         | III - Récit                                 | IV - Écho                             | Pédale |
| --- | ------------------------------------------------------------------------------------------------- | ------------------------------------------- | ------------------------------------- | --- |
| Montre 16' (commençant au 2e ut) Montre 8' Bourdon et dessus de flûte 8' Flûte 8' Prestant 4' Grand cornet V rgs Trompette 8' Clairon 4' | Montre 8' Bourdon 8' Prestant 4' Nasard 3' Tierce Doublette 2' Trompette 8' Krumhorn 8' Plein-jeu | Flûte (27 notes) Hautbois (34 notes) Cornet | Flûte (34 notes) Trompette (34 notes) | Pédale (20 notes) Flûte 8' (à partir de ut) Flûte 4' (à partir de ut) Trompette (à partir de la, 23 notes) |

La composition donnée en 1855 et légèrement différente de celle de 1845 en ce qui concerne le nombre de tuyaux du hautbois au récit (34 notes en 1855 et 27 en 1845), le nombre de rangs du cornet au grand orgue (cinq rangs en 1855 et quatre en 1845), ainsi que l'étendue du Grand-Orgue qui, étrangement, est signalée en 1855 comme allant jusqu'à Fa, ce qui n'est pas compatible avec le nombre de touches à ce clavier, cinquante.

### L'orgue de Cavaillé-Coll de 1873

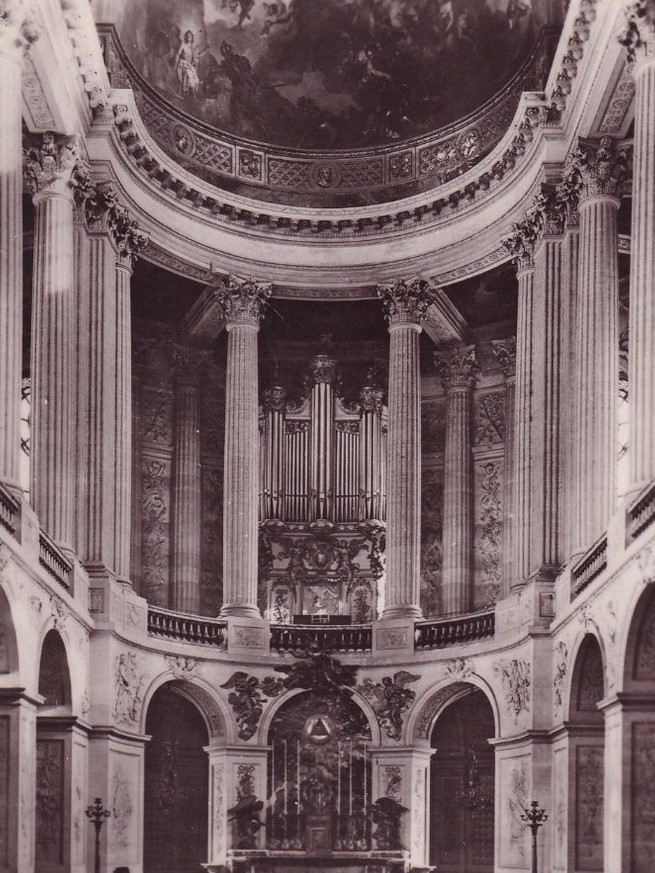
Vue de l'orgue de la chapelle royale du château de Versailles, avec la console de Cavaillé-Coll devant le buffet.

Le 14 février 1872, Aristide Cavaillé-Coll signe un contrat de 27 000 francs pour la reconstruction de la partie instrumentale de l'orgue. L’orgue démonté quitte Versailles le 6 novembre 1872 pour les ateliers de Cavaillé-Coll. Il démonte l’instrument et le reconstruit dans ses ateliers dans un style romantique, adapté aux exigences esthétiques de l'époque.
L'instrument construit par Cavaillé-Coll possède vingt-trois jeux répartis sur deux claviers (Grand-Orgue et Récit expressif de cinquante-quatre notes) et pédale (de trente notes) : quatre jeux de l'orgue existant (les basses de Bourdon, un Plein-Jeu et une Doublette incomplète), treize jeux entièrement neufs, sept vieux jeux complètement rénovés et trois autres réparés. Il excède les termes du contrat en ajoutant trois pédales de combinaison aux six déjà prévues. Les sommiers du Grand-Orgue et du Récit sont reconstruits avec deux layes, un nouveau sommier est construit pour les deux nouveaux jeux d'anches de la pédale, et une machine Barker est installée. L'expression affecte la division du Récit ainsi que les deux jeux d'anches de la pédale. Le buffet est scrupuleusement respecté, mais une console détachée est installée en face du buffet, cachant ainsi le bas-relief du roi David. Deux des claviers retirés de la console en fenêtre vont orner l'orgue du Dauphin (conservé depuis 1804 dans la chapelle des étudiants de l'église Saint-Sulpice), à la demande de Charles-Marie Widor.
Les travaux sont terminés le 1er février 1873 et reçus par un comité formé d'Ambroise Thomas, Charles-Auguste Quesnel, Camille Saint-Saëns, Charles-Marie Widor, Henri Lambert et Émile Renaud.

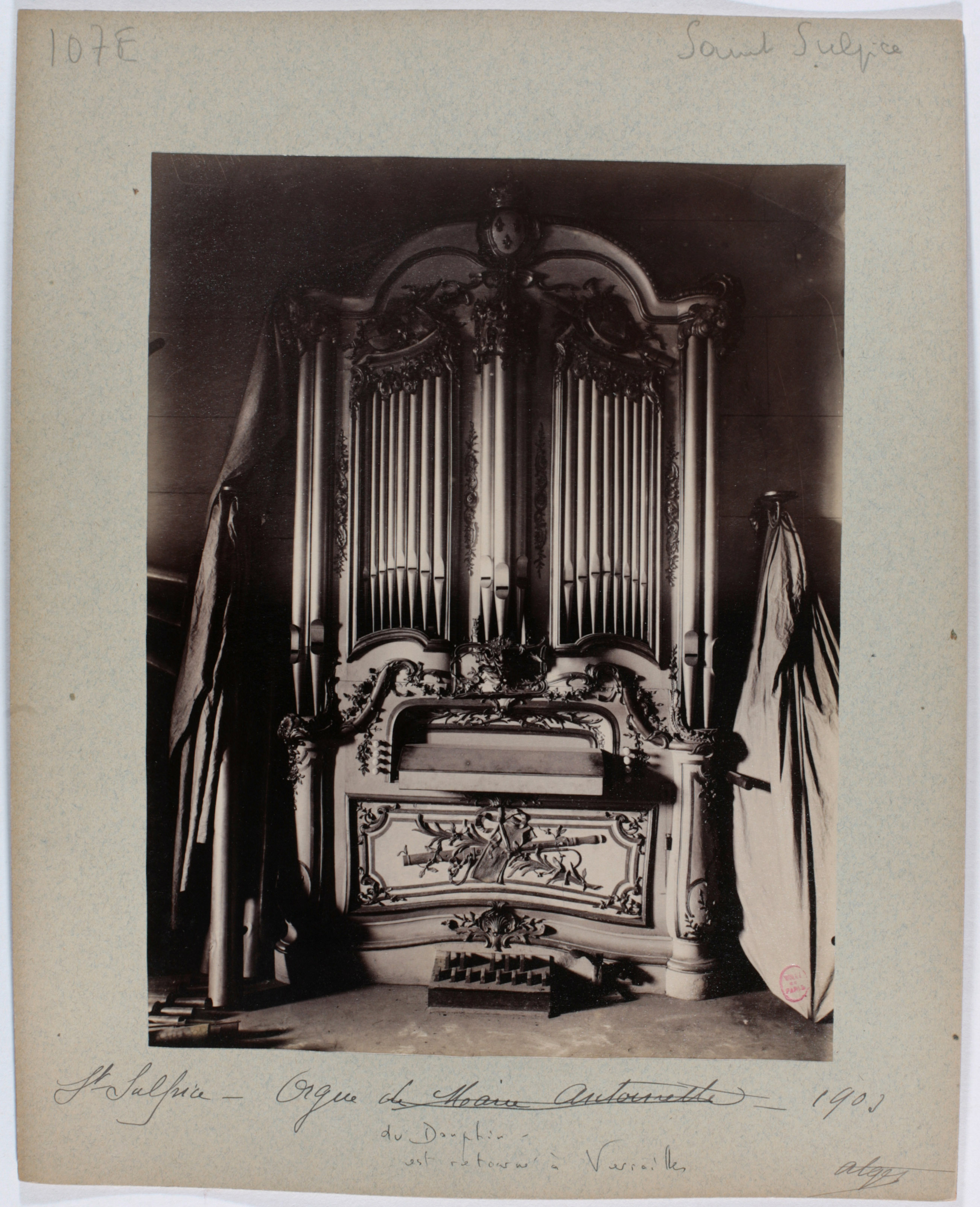
Orgue du Dauphin, alors conservé à l'église Saint-Sulpice.

L'orgue a été inauguré le 21 février 1873 par Camille Saint-Saëns, Charles-Marie-Widor, Henri Lambert et Émile Renaud.

Le 20 mai 1878, Aristide Cavaillé-Coll est chargé de relever et d'accorder l'orgue à la suite de travaux de restauration exécutés dans la chapelle. Toute la tuyauterie et tous les sommiers sont vérifiés, nettoyés et réparés, de même que le système de traction des claviers et des jeux. Les travaux, au coût de 1 200 francs, sont achevés le 18 janvier 1879 et sont reçus le 27 janvier 1880.

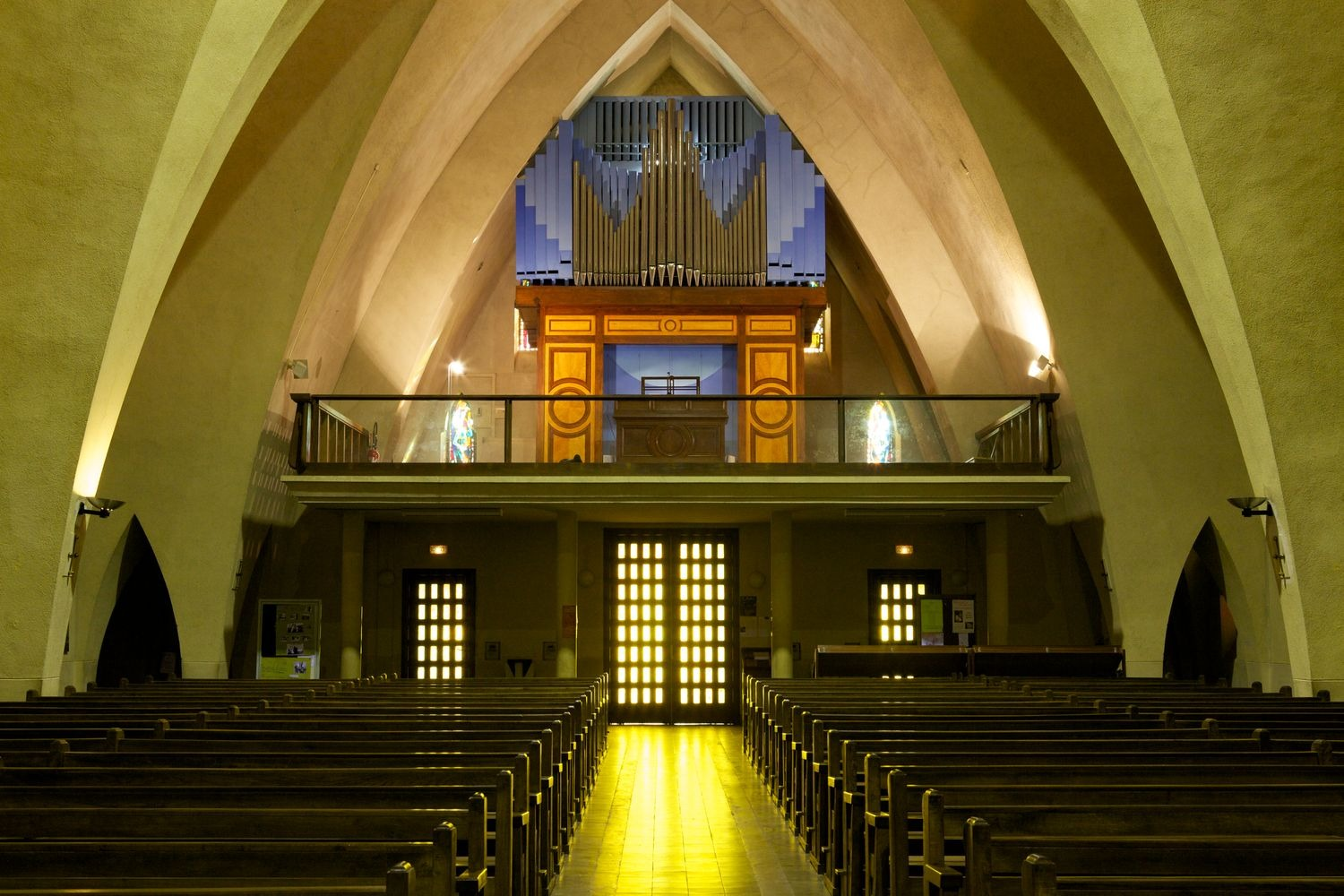
Orgue de l'église Saint-Martin de Rennes.

En 1933 l'orgue de Cavaillé-Coll ne parle plus.
Cet orgue est transféré au petit séminaire de Châteaugiron sur proposition du chanoine Georges Inry et de l'abbé Yves Legrand. Cet orgue fera l'objet d'un relevage par les facteurs Hellmuth Wolff, Pierre Chéron et Yves Sévère en 1966 avant d'être transféré, lors de la fermeture du petit séminaire, à l'église Saint-Martin de Rennes, par le facteur Yves Sévère où il fera l'objet d'un nouveau relevage en 1999 par le facteur Alain Léon.

#### Composition de l'orgue de Cavaillé-Coll
| I - Grand-orgue (54 notes, de Ut1 à Fa5)                                                  | II - Récit expressif (54 notes, de Ut1 à Fa5)                                                                                  | Pédale (30 notes, de Ut1 à Fa3)                        |
| ----------------------------------------------------------------------------------------- | --- | ------------------------------------------------------ |
| Bourdon 16' Montre 8' Salicional 8' Flûte 8' Bourdon 8' Prestant 4' Flûte 4' Doublette 2' | Violoncelle 8' Voix céleste 8' Flûte 4' Plein-jeu Bombarde 16' Trompette 8' Dulciane 4' Clairon 4' Cromorne 8' Voix humaine 8' | Soubasse 16' Basson 16' Flûte 8' Trompette 8' Flûte 4' |

### L'orgue néo-classique

#### L'orgue de Victor Gonzales de 1938
Vers 1930, l’orgue s’est dégradé et ne peut quasiment plus être joué. Se joue alors une bataille entre Charles-Marie Widor qui soutient les projets de Charles Mutin, successeur de Cavaillé-Coll, et le directeur général des Beaux-Arts, Patrice Bonnet, soucieux d’un retour à l’orgue des Clicquot.
En 1936, à l'initiative de Norbert Dufourcq, la majorité des membres de la Commission des Orgues, nouvellement créée, décide de reconstituer l'orgue Clicquot, par la commande d'un nouvel orgue dans le goût néo-classique pour remplacer l'orgue de Cavaillé-Coll, et ce, malgré l'opposition de Widor qui souhaitait une simple restauration de l’orgue (le clavier de Grand-Orgue devenant expressif).
Le cahier des charges, établi par Joseph Bonnet, Norbert Dufourcq et Félix Raugel, pour le nouvel orgue comporte les éléments suivants :
- La console doit être reconstituée comme l'ancienne. Elle sera en fenêtre, derrière la porte-panneau du Roi David. Un mécanisme reliant ledit panneau aux claviers doit permettre à ceux-ci d'avancer légèrement au moment où la porte sera ouverte. Les quatre claviers seront placés suivant l'ancienne disposition : Positif, Grand-Orgue, Récit, Écho ;
- Le facteur sera tenu de démonter les deux claviers anciens de l'instrument qui servent au petit orgue dit du Dauphin, et de remplacer les claviers dudit orgue en conséquence ;
- Les registres auront, à la console, une course de 5 cm. Ils seront de section carrée et terminés par une pommette en ivoire tournée d'un diamètre de 2,5 cm. Le nom des jeux sera inscrit sur un rectangle de parchemin collé au-dessous et un peu en retrait du registre ;
- Huit nouveaux sommiers seront construits : un de Positif, trois de Pédale, deux de Grand-Orgue, un d'Écho, et un de Récit ;
- Aucun jeu moderne ne sera admis dans cet orgue destiné à devenir un instrument de musée pour l'interprétation de la musique ancienne. Le facteur ne devra utiliser que des tailles anciennes. L'alliage imposé est : 80% d'étain pour les principaux ; 55% pour l'étoffe et 40% pour les bourdons ;
- Aucun jeux de l'orgue Cavaillé-Coll ne devra être réutilisé, mis à part quelques tuyaux anciens de la Doublette et du Plein-Jeu.

L'appel d'offres est lancé au printemps 1934 et l'adjudication à Victor Gonzalez a lieu le 30 septembre 1935 et approuvée le 6 mai 1936. Le coût des travaux est estimé à 216.000 francs et les travaux de fabrication débutent le 10 juin 1936. Malheureusement, la fin des travaux coïncide avec l'Exposition internationale à l'occasion de laquelle Gonzalez est appelé à remonter et augmenter l'orgue du Palais de Chaillot. Les travaux sur l'orgue de la chapelle sont de ce fait ralentis.

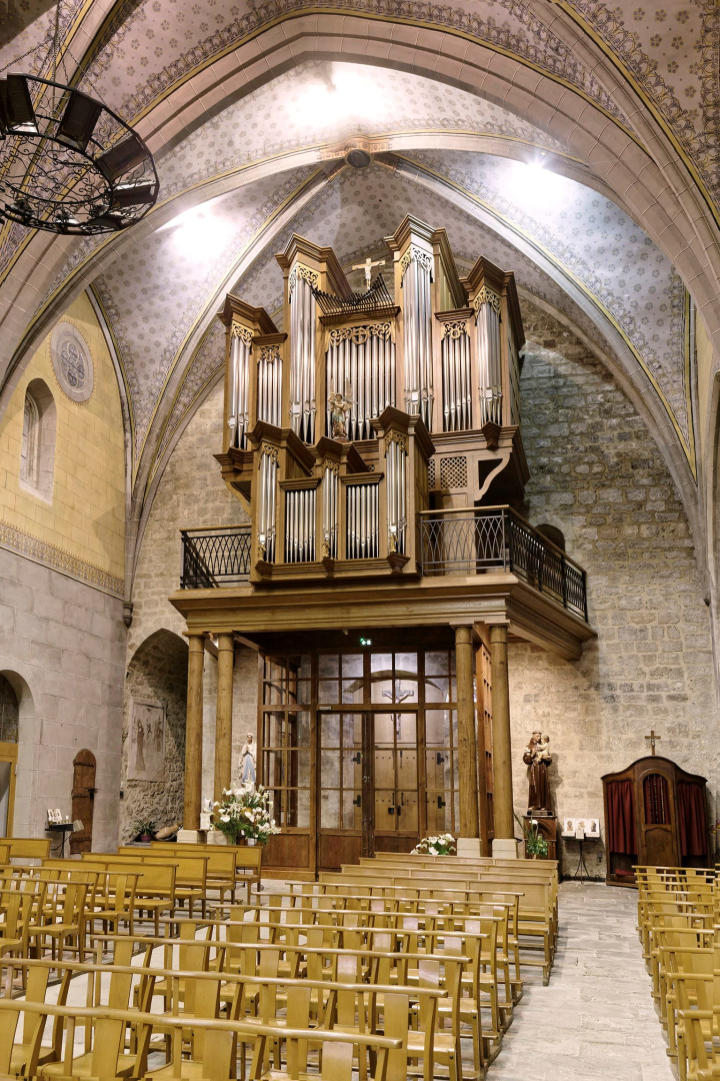
Orgue de l'église du Saint-Sacrement de Laroque-d'Olmes.

Le nouvel orgue est mis en fonction en 1938, mais son inauguration, prévue pour 1939, n'a jamais lieu à cause du déclenchement de la Seconde Guerre mondiale.
De légères améliorations ont été apportées à la mécanique en 1972 (blocs compensateurs en bout de claviers).
Cet instrument comportait encore les sommiers et quelques tuyaux du XVIIIe siècle. Cette phrase se rapporte à l’instrument cavaillé-coll aujourd’hui à l’église saint-Martin de Rennes qui possède les anciens sommiers pédalier et positif/GO des Clicquot ainsi qu’une centaine de tuyaux anciens Clicquot  ( bourdon de 16, 8 et 4);
En 1989, jugé pas assez authentique, l'orgue de Gonzalez est démonté. En 2001, la mairie de Laroque d’Olmes en fait l’acquisition (du moins la soufflerie, la tuyauterie, la mécanique, les sommiers et les claviers) pour l'église du Saint-Sacrement dans laquelle il est installé en 2005 par la Manufacture Languedocienne de Grandes Orgues de Lodève. Un buffet neuf de style classique en chêne a été construit pour l'accueillir, ainsi qu'une tribune neuve en bois. Ce buffet comprend un Positif de dos dans lequel a été inséré le Positif de Gonzalez qui était à l’intérieur du buffet à Versailles. Cette disposition qui était impossible dans la chapelle royale, correspond mieux à la disposition courante des orgues classiques français du XVIIIe siècle et améliore le rendu sonore. Les tuyaux de la Trompette 8’ du Récit ont été placés en chamade au-dessus de la plate-face centrale. L’orgue a été inauguré le 19 juin 2005 par Philippe Lefebvre. L’achat et la restauration de l’orgue ont été réalisés grâce à l’action de l’Association pour la Restauration de l’Église de Laroque d’Olmes (ARELO) et à des financements publics et privés,,.

#### Composition de l'orgue de Gonzalez
| Grand orgue (54 notes, de Ut1 à Fa5) | Positif (54 notes) | Récit (54 notes)                      | Écho (54 notes)                           | Pédale (30 notes)                                                              |
| --- | --- | ------------------------------------- | ----------------------------------------- | ------------------------------------------------------------------------------ |
| Bourdon 16' Montre 8' Bourdon 8' Prestunt 4' Doublette 2' Fourniture IV' Cymbale III rgs Flûte à cheminée 4' Quarte de nasard 2' Nasard 2 2/3' Tierce 1 3/5' Cornet V rgs Trompette 8' Clairon 4' Voix humaine | Montre 8' Bourdon 8' Prestant 4' Doublette 2' Fourniture III rgs Cymbale II rgs Nasard 2 2/3' Tierce 1 3/5' Larigot 1 1/3' Cromorne | Cornet V rgs Trompette 8' Hautbois 8' | Cornet V rgs Flûte 8' (basses en bourdon) | Soubasse 16' Flûte 8' Bourdon 8' Flûte 4' Bombarde 16' Trompette 8' Clairon 4' |
| Tremblants forts et doux | |                                       |                                           |                                                                                |

#### L'orgue de Jean-Loup Boisseau et Bertrand Cattiaux de 1995

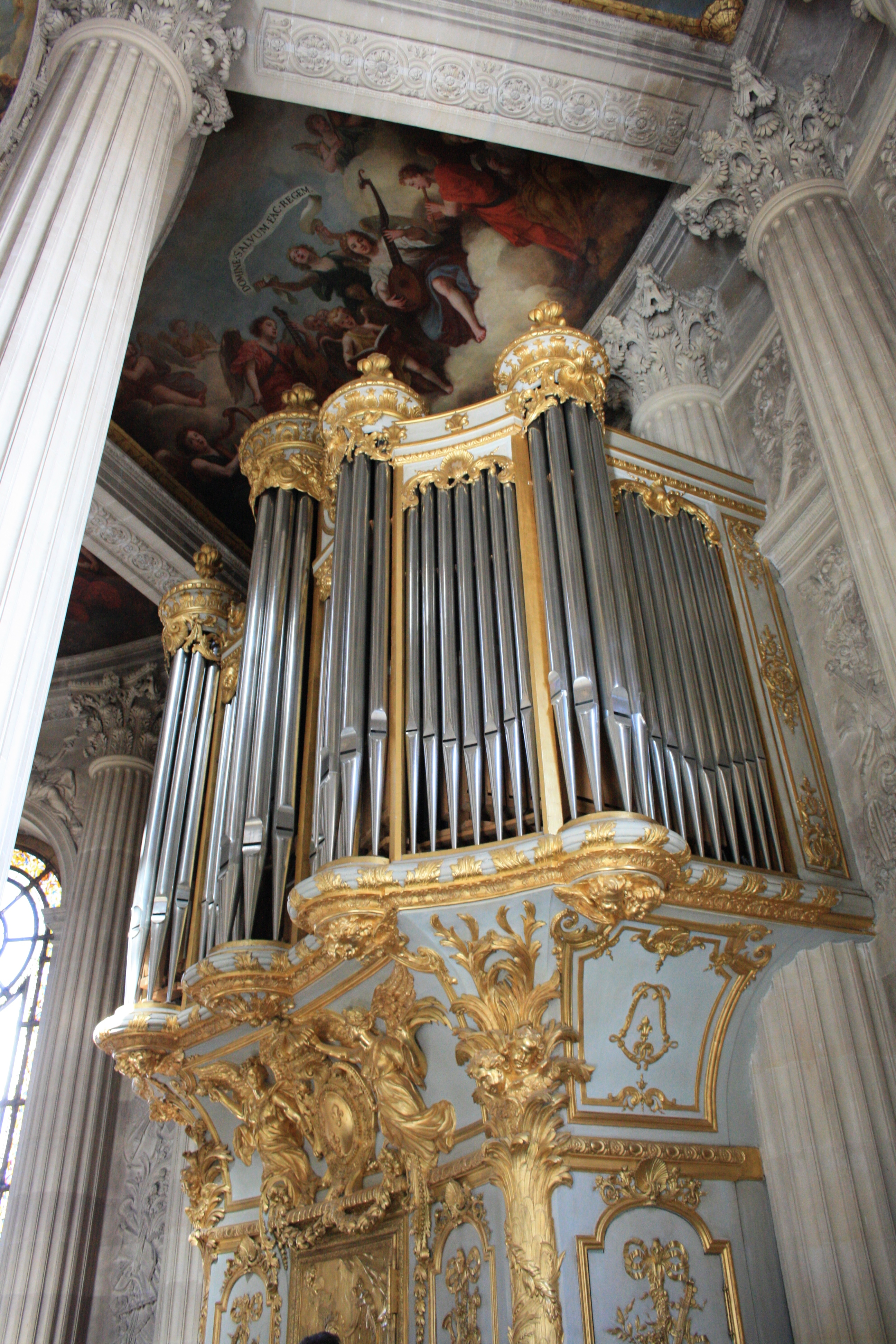

L'orgue Gonzalez, dont la composition des jeux était certes convenable, ne correspondait cependant pas à un instrument de facture ancienne, en plus d'être inadapté aux dimensions et à l'acoustique du lieu, tant au niveau des matériaux (métal non martelé), des tailles (trop larges dans les basses et étroites dans les aigus) qu'au niveau du vent (pression très basse).
En 1989, une reconstitution scrupuleuse à la manière de Clicquot, soit un retour à l'orgue de 1710 avec ses transformations de 1736 et de 1762, est confiée par Jean-Loup Boisseau et Bertrand Cattiaux en 1994.
Les sommiers sont à gravures alternées pour le Grand-Orgue et le Positif, principe certainement mis au point par Robert Clicquot pour suppléer à l'absence de Positif de dos. Les autres plans sonores sont disposés tout à fait traditionnellement : Récit dans la tourelle centrale au-dessus des sommiers du Grand-Orgue et du Positif. La Pédale est placée de chaque côté, perpendiculairement à la façade. Enfin, l'Écho est dans le soubassement au-dessus des claviers. La mécanique est suspendue avec balanciers de rattrapage au Grand-Orgue, au Positif et au Récit, celle de l'Écho est à balanciers et celle de la Pédale à abrégés successifs. La console est en fenêtre et les claviers sont refaits sur le modèle des deux subsistant dans l'orgue du Dauphin et sont rétractables afin de permettre la fermeture du grand volet décoré du roi David. La division d'octave en est, d'ailleurs, particulièrement étroite : 154 mm. Le pédalier « à la française » est restitué avec celui de Houdan pour modèle. Des tuyaux qui avaient été retrouvés, seuls quatre rangs de Plein-Jeu intégrés au Grand-Orgue sont conservés, les autres ayant été soit trop transformés, soit détériorés. La tuyauterie a été reconstituée sur le modèle des quelques tuyaux originaux conservés et sur le modèle de l'orgue Clicquot de l'église St Jacques de Houdan de 1739, et souvent retaillée en raison des problèmes acoustiques de la chapelle. Les métaux sont martelés et rabotés, les mutations simples sont en alliage à 10 % d'étain et de plomb, les premières octaves de trompettes en étain, les tuyaux de bois en chêne.
La façade de Dallery a été gardée pour le musée du Château et une nouvelle façade a été reconstruite à l'identique. La console neuve a été reconstruite au modèle de l’originale, avec des claviers de cinquante notes et un pédalier de trente notes à la française (marches courtes). À noter à la Pédale, le ravalement d’anche au La0 joué sur le 1er Ut#.
L’orgue a été inauguré les 18 et 19 novembre 1995 par Michel Chapuis.
En 2010, Bertrand Cattiaux a effectué un relevage complet de l’instrument.

##### Composition actuelle de l'orgue
| I - Positif (50 notes, de Ut1 à Ré5, sans premier ut#)                                                                                      | II - Grand-Orgue (50 notes) | III - Récit (32 notes, de Sol2 à Ré5) | IV - Écho (32 notes)                               | Pédale (30 notes, de Ut1 à Fa3 avec La0 sur premier ut#) |
| --- | --- | ------------------------------------- | -------------------------------------------------- | -------------------------------------------------------- |
| Montre 8′ Bourdon 8′ Prestant 4′ Flûte 4′ Nasard 2 2/3′ Doublette 2′ Tierce 1 3/5′ Larigot 1 1/3′ Plein jeu VI rgs Trompette 8′ Cromorne 8′ | Bourdon 16′ Montre 8′ Bourdon 8′ Dessus de flûte au ut3 8′ Prestant 4′ Grande Tierce 31/5′ Nasard 22/3′ Doublette 2′ Quarte 2′ Tierce 1 3/5′ Grand Cornet V rgs Fourniture IV rgs Cymbale IV rgs Trompette 8′ Clairon 4′ Voix humaine 8′ | Cornet V rgs Trompette 8′ Hautbois 8′ | Cornet III rgs Bourdon/Flûte 8′/4' Voix Humaine 8′ | Flûte 8′ Flûte 4′ Trompette 8′ Clairon 4′                |
| Accouplements : Pos./G.O. ; G.O./Récit ;Tirasse du G.O. Accessoires : Tremblant fort et doux Pression du vent : 95 mm                       | |                                       |                                                    |                                                          |

## Protection
Cette dernière reconstruction historique est reconnue comme étant un modèle du genre.

Le buffet seul est classé au titre d'objet par les Monuments historiques, dans la liste de 1862, celle-là même qui officialise la protection du domaine de Versailles.

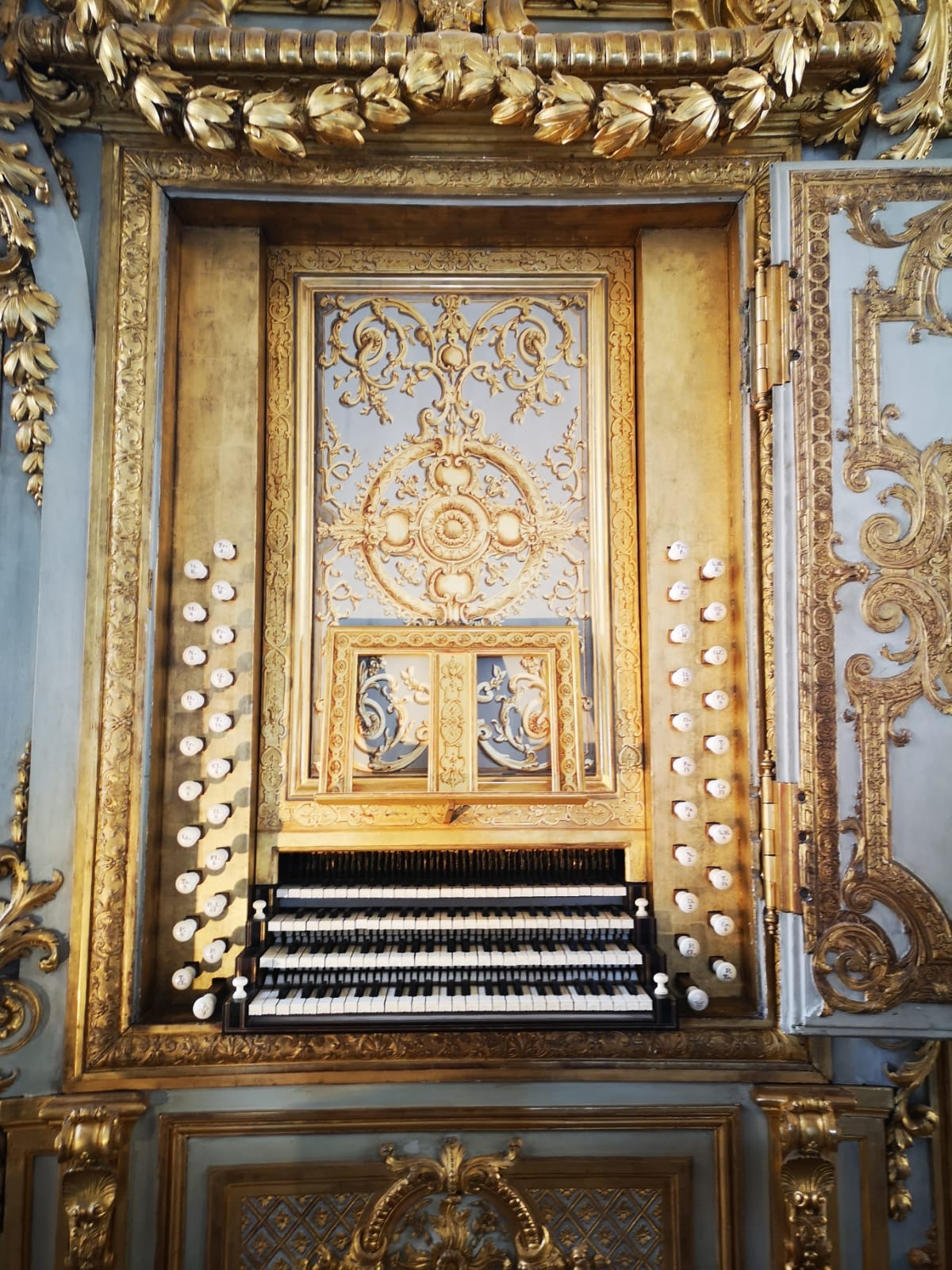
Détail des claviers de l'orgue.
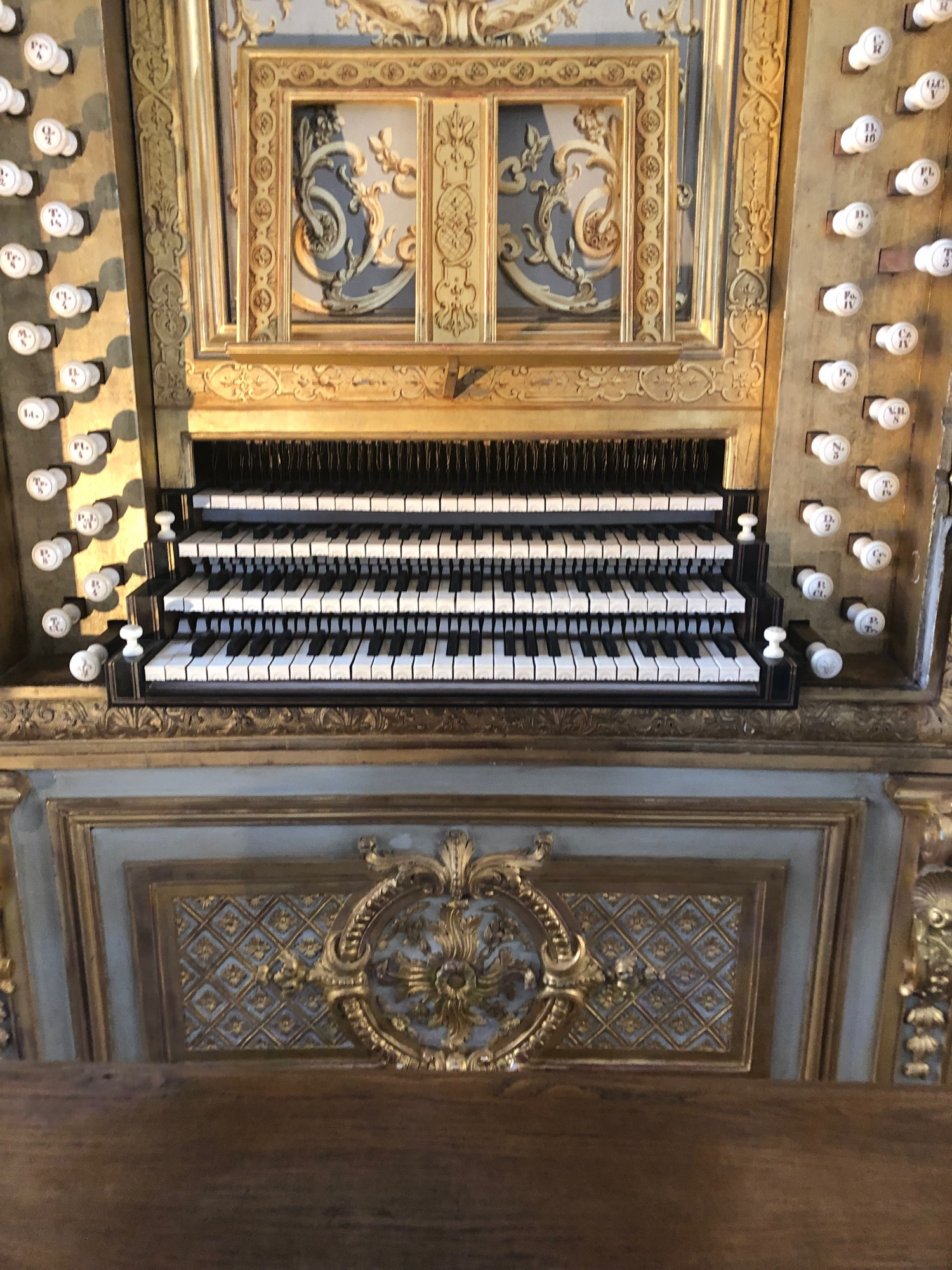
Détail des claviers de l'orgue.
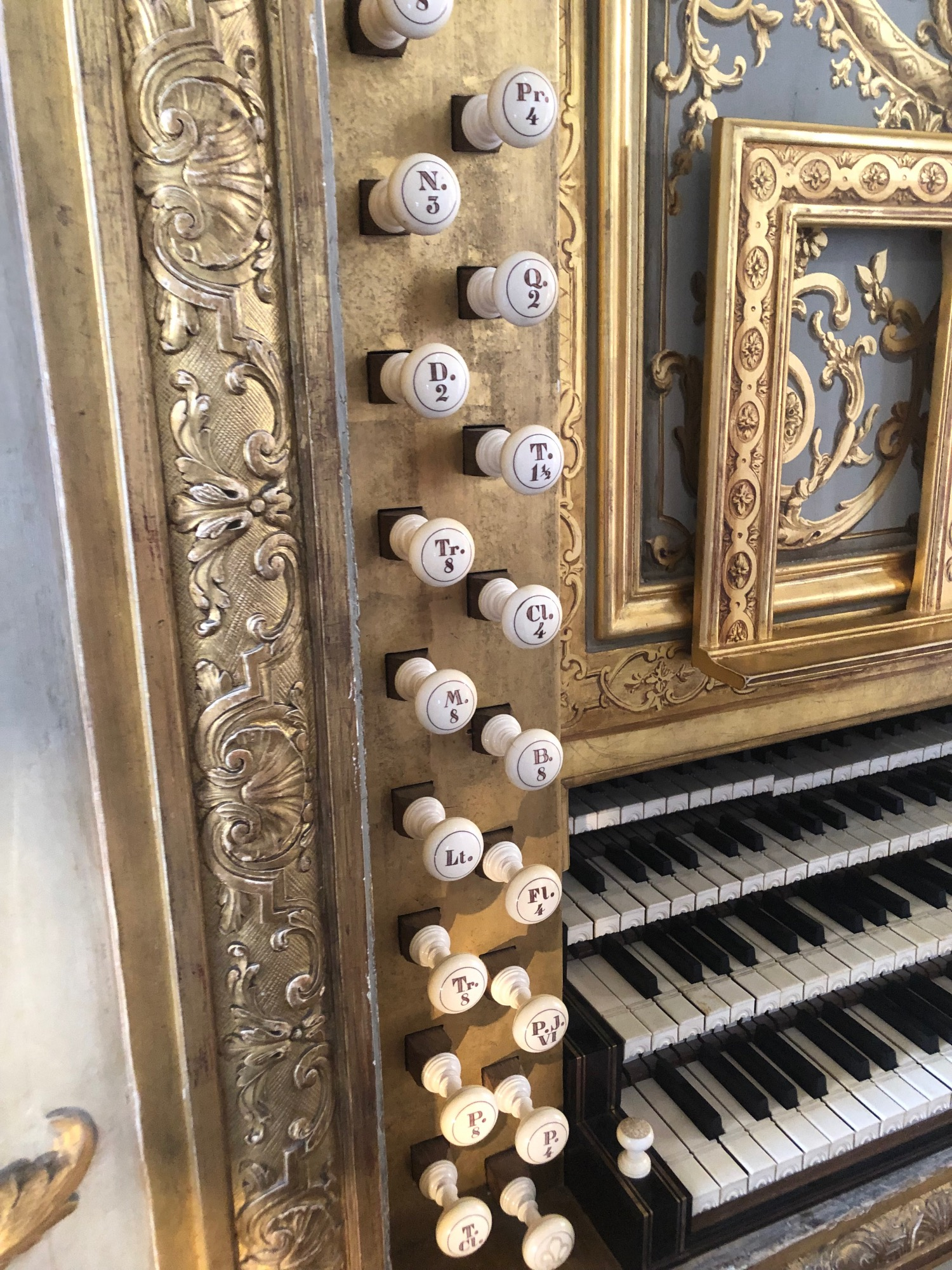
Détail des tirants de registres de l'orgue.
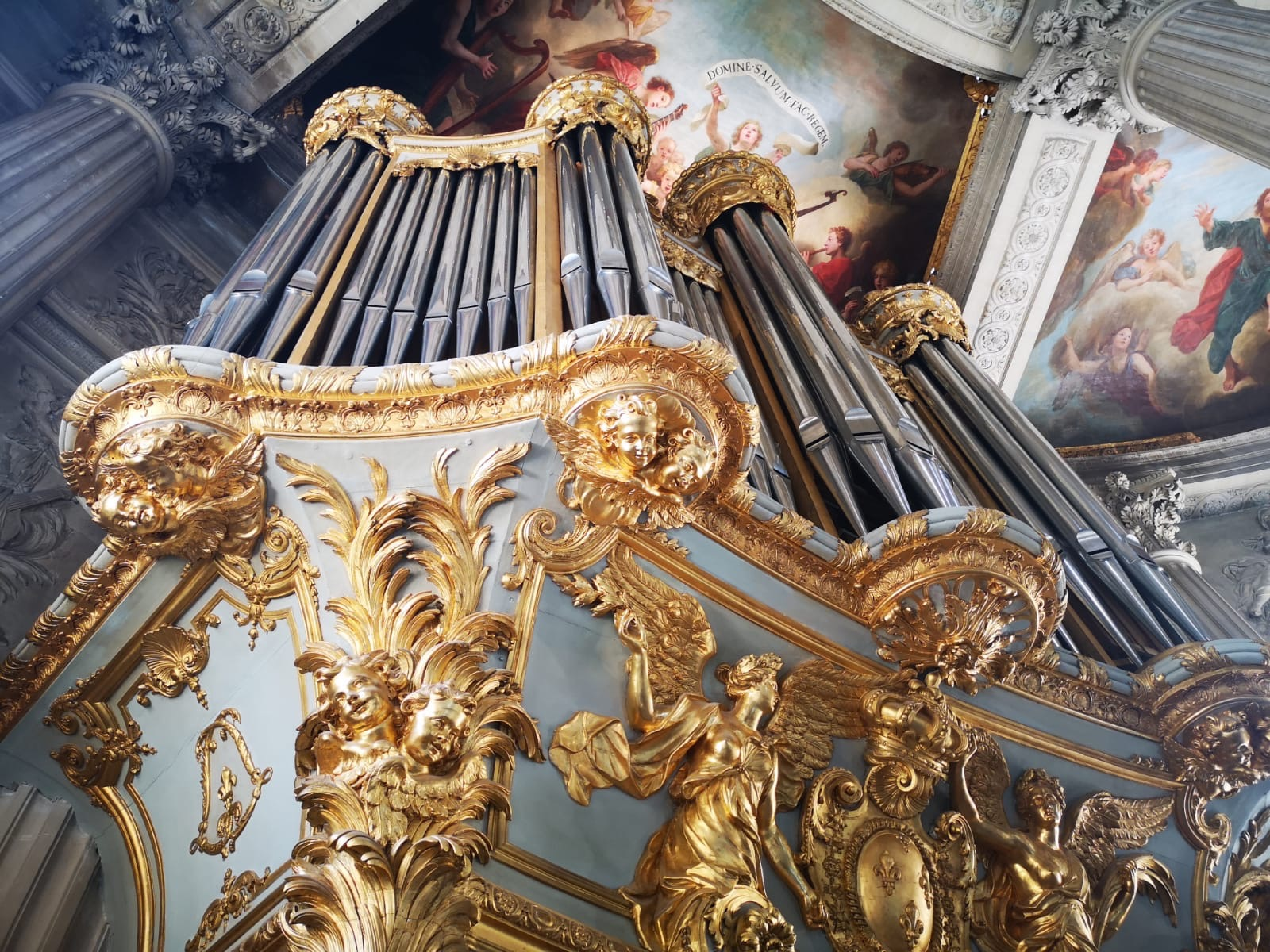
Vue de côté de l'orgue.
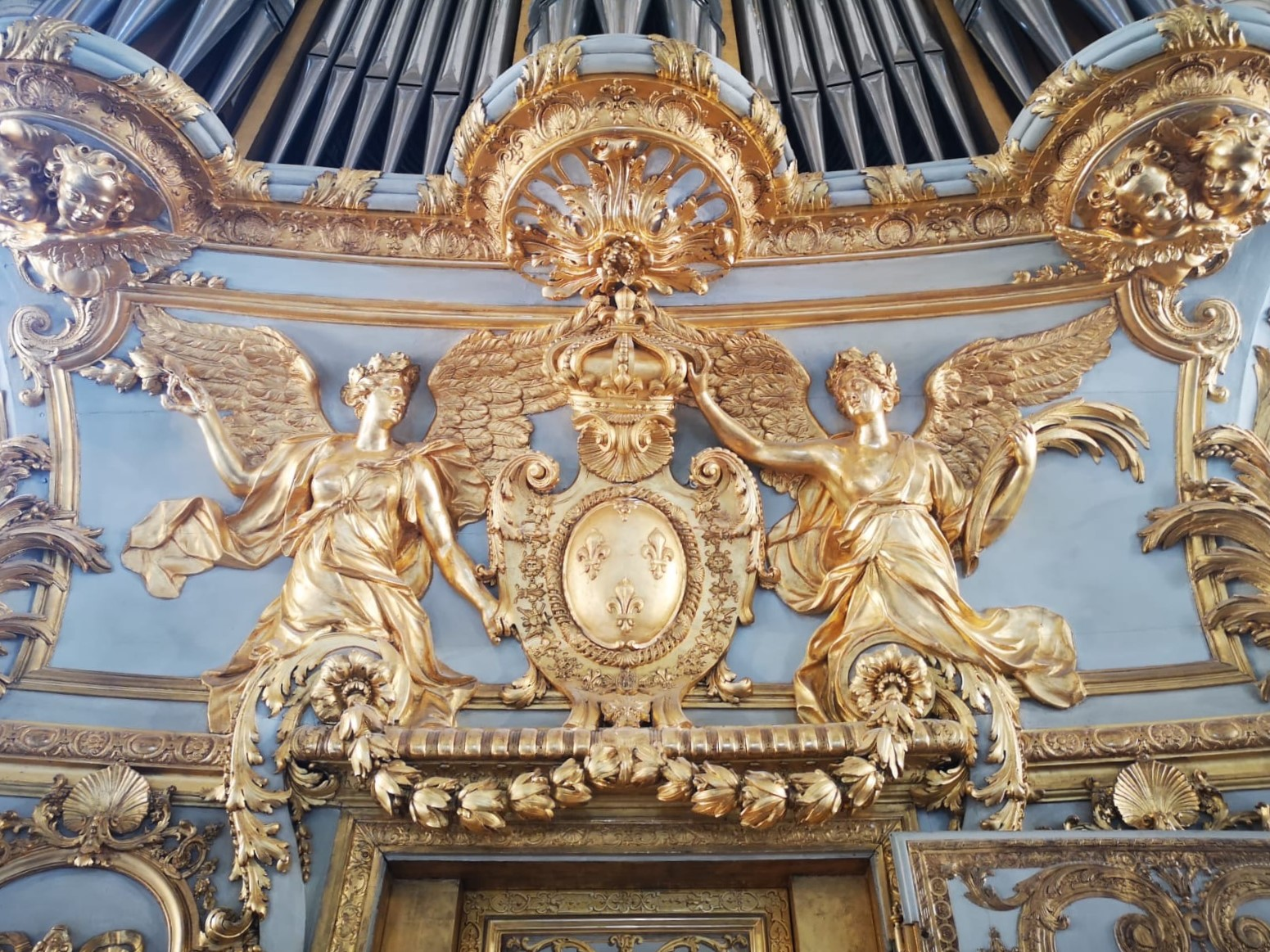
Détail des sculptures au-dessus des claviers de l'orgue.

## Organistes
De 1995 à 2010, Michel Chapuis est titulaire de l'orgue de la chapelle. Il est assisté dans cette tâche de Marina Tchebourkina, concertiste internationale et musicologue, qui réalise plusieurs enregistrements et publie diverses études sur cet orgue. De 2010 à sa mort en novembre 2017, il en reste organiste honoraire.
Depuis 2010, quatre organistes et pédagogues français de réputation internationale tiennent l'instrument chacun pendant quatre ans (« par quartiers »), comme sous l’Ancien Régime :
- Michel Bouvard, concertiste, ancien professeur d’orgue au Conservatoire national supérieur de musique et de danse de Paris, titulaire de l’orgue Cavaillé-Coll de la basilique Saint-Sernin de Toulouse ;
- Frédéric Desenclos, concertiste, professeur d’orgue au conservatoire d'Orléans et directeur musical de l’Ensemble Pierre Robert ;
- François Espinasse, concertiste, professeur d’orgue au Conservatoire national supérieur de musique et de danse de Lyon, organiste de l’église Saint-Séverin à Paris ;
- Jean-Baptiste Robin, compositeur, professeur d’orgue au conservatoire de Versailles.

## Rayonnement de l'instrument
Plusieurs enregistrements ont été réalisés sur cet instrument.
De nombreux concerts ont lieu dans la Chapelle, certains avec l'orgue, notamment organisés par le Centre de Musique Baroque de Versailles et la filiale privée de l’Établissement public du musée et du domaine national de Versailles, Château de Versailles Spectacles.